# Liste der Bischöfe von Taunton
Die Liste der Bischöfe von Taunton stellt die bischöflichen Titelträger der Church of England, der Diözese Bath und Wells, in der Province of Canterbury dar. Der Titel wurde nach dem Hauptort Taunton und mit einem Gesetz des Parlaments von England zur Ernennung von Weihbischöfen und Bischöfen in England und Wales aus dem Jahr 1534 benannt.
| Liste der Bischöfe von Taunton | Liste der Bischöfe von Taunton | Liste der Bischöfe von Taunton | Liste der Bischöfe von Taunton                          |
| ------------------------------ | ------------------------------ | ------------------------------ | ------------------------------------------------------- |
| Von                            | Bis                            | Name                           | Anmerkungen                                             |
| 1538                           | 1559                           | William Finch                  |                                                         |
| 1559                           | 1911                           | Abeyance                       | Abeyance                                                |
| 1911                           | 1931                           | Charles de Salis               |                                                         |
| 1931                           | 1945                           | George Hollis                  |                                                         |
| 1945                           | 1955                           | Harry Thomas                   |                                                         |
| 1955                           | 1961                           | Mark Hodson                    | danach Bischof von Hereford                             |
| 1962                           | 1977                           | Francis West                   |                                                         |
| 1977                           | 1985                           | Peter Nott                     |                                                         |
| 1986                           | 1992                           | Nigel McCulloch                | danach Bischof von Wakefield und Bischof von Manchester |
| 1992                           | 1997                           | Richard Lewis                  |                                                         |
| 1997                           | 1998                           | William Allen Stewart          |                                                         |
| 1998                           | 2006                           | Andrew Radford                 |                                                         |
| 2006                           | 2015                           | Peter Maurice                  |                                                         |
| 2015                           | aktuell                        | Ruth Worsley                   |                                                         |